# Bases de Manresa
De Bases per a la Constitució Regional Catalana meer bekend als Bases de Manresa, is een eerste ontwerp voor een regionale grondwet voor Catalonië uit het einde van de negentiende eeuw. Het concept met een voor die tijd typisch romantisch heimwee naar de “gouden middeleeuwen” is duidelijk gedateerd maar het blijft desalniettemin een mijlpaal in de politieke geschiedenis van Catalonië.
De tekst werd door de Unió Catalanista op een congres van de catalaansgezinde verenigingen Manresa tussen 25 en 27 maart 1892 voorgesteld. Het congres werd geleid door Lluís Domènech i Montaner (voorzitter) en Enric Prat de la Riba (secretaris). Het ontwerp werd opgesteld door commissie onder voorzitterschap van Josep Torras i Bages, de toenmalige bisschop van Vic. Het was een verstrekkend programma in het toen politiek zeer onstabiele Spanje, dat zwalpte tussen feodale monarchie en republiek, tussen dekolonisatie, analfabetisme in de verpauperde landelijke streken en opkomende burgerij door de industriële revolutie voornamelijk in Catalonië en Baskenland. De Catalaanse Beweging was tot dan vooral een intellectuele en literaire beweging geweest. Met de Bases de Manresa wordt ze ook politiek, wat in Madrid grote zorgen baarde. De tekst ging diametraal in tegen het model van een uniforme, centralistische, eentalige staat naar Frans model, dat het Koninkrijk Spanje (1874-1931) na de afschaffing van de Eerste Spaanse Republiek nastreefde.
De zeventien artikelen van de tekst voor een federalistische staatshervorming waren geïnspireerd op de achttiende-eeuwse Constitucions catalanes, de verzamelde gewoonten en gebruiken uit Catalonië, die met de Decretos de Nueva Planta door Filips V van Castilië waren afgeschaft. Het was een conservatief en corporatistisch project. Andere principes waren de scheiding der machten, wat in het Spanje van die tijd nog niet vanzelfsprekend was. De wetgevende macht komt in handen van de vorst en een soort Staten Generaal liggen, die naar middeleeuwse traditie elk jaar in een andere stad zouden samenkomen. De leden van de Staten worden verkozen door de gezinshoofden van de diverse standen volgens beroep, opleiding, bezit, handel en industrie. De uitvoerende macht komt bij vijf ministeries te liggen. Het Catalaans wordt de officiële taal worden en een eigen hooggerechtshof krijgt het laatste woord bij geschillen op de lagere échelons. Het ontwerp werd door de nationalistische pers bejubeld, maar er werd in het parlement nooit over gedebateerd of gestemd. Naar huidige begrippen is de tekst voorbijgestreefd. Het blijft echter een keerpunt in de geschiedenis van de Catalaanse beweging.